# Bukit Mulya (Sungai Bahar)
Bukit Mulya is een bestuurslaag in het regentschap Muaro Jambi van de provincie Jambi, Indonesië. Bukit Mulya telt 1085 inwoners (volkstelling 2010).